# Théorie du tout (philosophie)
Pour les articles homonymes, voir Théorie et Tout.
Cet article concerne la théorie du tout en philosophie. Pour son acception en physique, voir Théorie du tout.
Une théorie du tout est, en philosophie des sciences, un concept philosophique de théorie idéale hypothétique unificatrice ultime et universelle du « tout » de la nature et de la réalité physique, métaphysique, philosophique, voire divine,,. Variante philosophique de la recherche d'une théorie du tout de la physique, et à l'image du grand œuvre alchimique, les scientifiques-philosophes recherchent ce « Graal » idéal et hypothétique de la raison humaine,,, avec des questions telles que « pourquoi la réalité est elle compréhensible ? », « pourquoi les lois de la nature sont comme elles sont ? », « pourquoi y a-t-il quelque chose plutôt que rien ? »,. 

## Systèmes philosophiques complets
De nombreux scientifiques recherchent une théorie du tout en physique, en particulier avec la théorie M des années 1990, qui tend à unifier les lois de la physique avec celles de la mécanique quantique. La métaphysique de type systématique tente de répondre à « toutes » les questions importantes de façon cohérente, en donnant une représentation complète du monde. Platon et Aristote donnent les premiers exemples des systèmes complets. À l'époque moderne (XVIIe siècle et XVIIIe siècle), la portée de la construction de système en philosophie est souvent liée à la méthode de la philosophie rationaliste, dont la technique consiste à déduire la nature du monde par pure raison a priori. Des exemples de l'époque moderne incluent la Monadologie de Leibniz, le dualisme de Descartes, le monisme ou le panthéisme de Spinoza, l'idéalisme absolu de Hegel, et la philosophie du processus de Whitehead.
Certains philosophes ne croient pas que la métaphysique puisse atteindre de tels objectifs. 
Quelques scientifiques pensent qu'une approche plus mathématique que philosophique est nécessaire pour une théorie du tout : Stephen Hawking (qui considère les lois physiques comme des vérités intemporelles et immuables, d'après son ultime ouvrage  L'Origine du temps, la dernière théorie de Stephen Hawking, 2023) a par exemple écrit dans Une brève histoire du temps : Du big bang aux trous noirs  (1988) que si nous avions une théorie du tout, ce ne serait pas nécessairement un ensemble d'équations. Il écrit : « Qu'est ce qui insuffle le feu dans les équations et crée un univers qu'elles ont à décrire ? ». Il ajoute et présume en conclusion de Une belle histoire du temps (2005) « Si nous parvenions à découvrir une théorie unificatrice, elle devrait avec le temps être compréhensible par tout le monde dans ses grands principes, pas seulement par une poignée de scientifiques... Et si nous trouvions un jour la réponse, ce serait le triomphe de la raison humaine, qui nous permettrait alors de connaître la pensée de Dieu... ». 

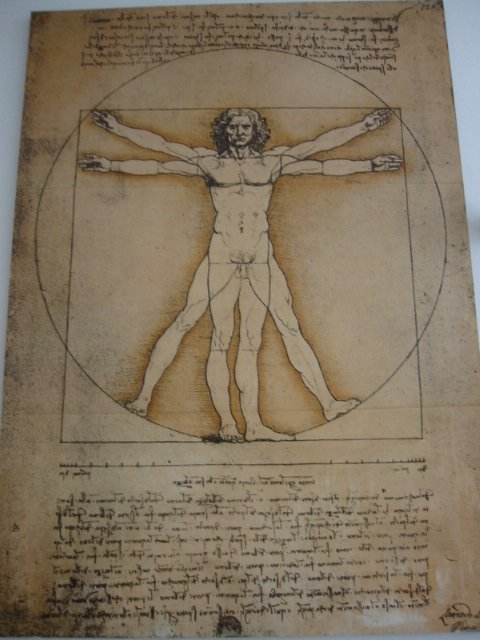
L'Homme de Vitruve de Léonard de Vinci « L'homme au centre de tout » (XVe siècle) (symbolique de l'Homme, du cercle et du carré).

## Symboles et allégories philosophiques

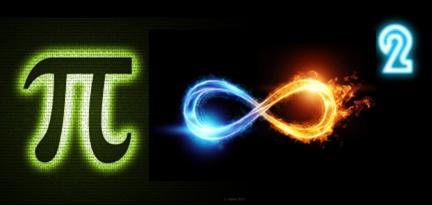

La symbolique du cercle et du carré géométriques : le cercle est une représentation géométrique, symbolique, allégorique, philosophique, voire même divine de « le tout fini et infini, l'unité et le multiple, le plein et la perfection » avec l'équation mathématique symbolique et allégorique de ce tout = π r² = π ∞² (la surface du cercle, avec le nombre univers présumé « pi » et r = l'infini). Le carré symbolise la Terre et l'Homme dans son imperfection. L'Homme de Vitruve de Léonard de Vinci (XVe siècle), au centre d'un cercle et d'un carré, est une allégorie scientifique et philosophique de « L'Homme au centre de tout ». 
Le taijitu est une représentation géométrique, symbolique, et allégorique yin et yang du tout de la philosophie du tao.
Selon le mathématicien-physicien-philosophe Blaise Pascal, Dieu est infini, et la résultante symbolique, allégorique, et philosophique de la théorie du tout, avec son argumentation du pari de Pascal.

## Nicholas Rescher

### Propriétés et impasse de l'auto-justification
Dans The Price of an Ultimate Theory, originellement publié en 2000, Nicholas Rescher spécifie ce qu'il voit comme les propriétés principales d'une théorie du tout et décrit une impasse apparente sur le chemin d'une telle théorie.

### Propriétés

#### Principe de raison suffisante
D'abord, il prend comme une présupposition le principe de raison suffisante, sa formulation déclare que chaque fait t a une explication t':
{\displaystyle \forall t\,\exists t'\,(t'\ E\ t)}
où l'explication d'attributs E, telque t' E t dénote que "t' explique t".

#### Exhaustivité
Ensuite, il affirme que la construction la plus directe et naturelle d'une théorie du tout T* y conférerait deux caractéristiques cruciales : la complétude et la finalité. La complétude dit que partout où il y a un fait t, T* permet son explication :
{\displaystyle \forall t\,(T^{*}\ E\ t)}

#### Finalité
La finalité dit que comme « une théorie suprême », T* n'a aucune explication plus profonde :
{\displaystyle \forall t\,((t\ E\ T^{*})\to (t=T^{*}))}
Ainsi la seule explication imaginable de T* est T* lui-même.

#### Non-circularité
Rescher note qu'il est évidemment problématique de déployer une théorie pour sa propre explication ; il mentionne qu'au cœur de la conception traditionnelle d'adéquation explicative, il y a le principe de non-circularité impliquant qu'aucun fait ne peut s'expliquer lui-même :
{\displaystyle \nexists t\,(t\ E\ t)}

#### Impasse
L'impasse est alors que les deux aspects critiques d'une théorie du tout, la complétude et la finalité, entrent en conflit avec le principe fondamental de non-circularité. Une théorie compréhensive qui explique tout doit s'expliquer et une théorie finale qui n'a aucune explication plus profonde, par le principe de raison suffisante, doit avoir une certaine explication. Par conséquent elle aussi doit être évidente. Rescher conclut que n'importe quel théoricien du tout doit nécessairement considérer la non-circularité comme quelque chose qui doit être abandonné. Et il se demande comment une théorie peut-elle adéquatement se justifier elle-même ?

### Pistes pour l'avenir
La proposition de Rescher dans The Price of an Ultimate Theory doit dédoubler le concept d'explication pour que l'on puisse expliquer un fait « de façon dérivative », par les locaux qui y mènent, ou « de façon systémique », par les conséquences qui s'ensuivent. Avec l'explication dérivationnelle, un fait t s'explique quand il est englobé par un certain fait antérieur, plus fondamental t. Avec explication systémique, t s'explique quand il est un « ce qui s'ajuste le mieux » avec ses conséquences, où l'ajustement est mesuré par l'uniformité, la simplicité, la connexion et d'autres critères favorables à l'intégration systémique. Rescher conclut que tandis que l'on ne peut pas expliquer une théorie du tout de façon dérivative (puisque aucune explication plus profonde ne peut l'englober), on peut expliquer cela de façon systémique par sa capacité à intégrer ses conséquences.
Dans son livre L'Esprit conscient de 1996, David Chalmers soutient qu'une théorie du tout doit expliquer la conscience, que la conscience ne fait pas partie de la physique, et donc qu'une théorie fondamentale dans la physique ne serait pas une théorie du tout. Il affirme qu'une vraie théorie finale ne peut se baser que sur les propriétés et les lois physique, mais les propriétés phénoménologique et les lois de la Psychophysique qui expliquent la relation entre les processus physique et l'expérience consciente. Il conclut qu'une fois que nous aurons une théorie fondamentale de la conscience pour accompagner une théorie fondamentale dans la physique, nous pouvons vraiment avoir une théorie du tout. Le développement d'une telle théorie ne sera pas évident mais cela doit être possible en principe.
Dans son essai de 2002, Prolegomena to Any Future Philosophy, publié dans le Journal of Evolution and Technology (en), Mark Alan Walker (en) discute des réponses modernes à la question de comment réconcilier « l'apparente finitude des humains » avec ce qu'il appelle « le telos traditionnel de la philosophie - la tentative d'unir la pensée et l'Être, pour obtenir un savoir absolu, une théorie du tout finale ». Il différencie nettement deux façons de faire disparaître cet écart entre les ambitions de la philosophie et les capacités des philosophes humains :
- une approche « déflationniste » dans laquelle la philosophie est réduite à quelque chose de plus humain ; et la tentative de réaliser une théorie de tout est abandonnée
- une approche « inflationniste », transhumaniste, par laquelle les philosophes sont transformés par une technologie de pointe en des êtres super-intelligents mieux capable de poursuivre une telle théorie.

### Critiques
Dans Holistic Explanation and the Idea of a Grand Unified Theory à l'origine présenté comme un cours en 1998, Rescher identifie deux réactions négatives à l'idée d'une théorie unifiée : réductionnisme et rejectionisme. Le réductionnisme consiste à dire que des questions philosophiques de grande ampleur peuvent être significativement abordées uniquement lorsqu'elles sont réduites en des composants plus petits, tandis que le rejectionisme affirme que de telles questions sont illégitimes et sans réponse. Contre le réductionnisme, Rescher soutient que l'explication de parties individuelles n'explique pas la structure de coordination du tout, pour qu'une approche collectivisée soit exigée. Contre le rejectionisme, il soutient que la question de la raison et du pourquoi de l'existence est important et n'est évidemment pas vide de sens.